# Bezirksamt Hüfingen
Das Bezirksamt Hüfingen war eine von 1813 bis 1849 bestehende Verwaltungseinheit im Südosten des Großherzogtums Baden.

## Geographie
Das Bezirksamt lag im Wesentlichen im Bereich der Hochebene der Baar, hatte aber auch Anteil an der Schwäbischen Alb. Bedeutende Gewässer waren die Donau sowie deren Quellflüsse Breg und Brigach, außerdem die zum Hochrhein entwässernden Wutach und Gauchach. Ganz im Norden verlief auf einem kurzen Stück die Grenze zum Königreich Württemberg mit dem Oberamt Tuttlingen auf der gegenüberliegenden Seite.

## Wirtschaft
Mit Stand 1843 fanden von den landwirtschaftlichen Produkten insbesondere Hafer, Dinkel und Vieh Abnehmer von außerhalb. Neben ergiebigen Vorkommen von Torf hatte auch Holz eine größere wirtschaftliche Bedeutung.

## Geschichte

### Historischer Hintergrund
Die in der Baar am Ufer der Breg gelegene Stadt Hüfingen war 1620 durch Kauf von den Schellenbergern zum Haus Fürstenberg gekommen. Zunächst der Nebenlinie Möhringen zugeordnet, kam sie nach deren Aussterben 1640 an die Linie Meßkirch. Nun wurde sie Sitz eines Obervogteiamtes, das 1745 vergrößert und zum Oberamt Hüfingen heraufgestuft wurde. Mit der Rheinbundakte von 1806 wurde das Haus Fürstenberg mediatisiert, ihr Fürstentum Fürstenberg zum größten Teil der badischen Landeshoheit unterstellt. Dessen Regierung errichtete daher im Sommer 1807 das standesherrliche Amt Hüfingen.

### Nach der Gründung
Nachdem die Aufhebung der Patrimonialgerichtsbarkeit 1813 eine einheitliche Zuständigkeit der Ämter ermöglicht hatte, wurde das Amt Hüfingen in das landesherrliche Bezirksamt Hüfingen umgewandelt. Bei dieser Gelegenheit war eine großflächige Umgruppierung zahlreicher Orte vorgesehen, was aber zunächst nicht umgesetzt wurde.
1824 wurde dem Haus Fürstenberg erneut die Zuständigkeit für die Rechtsprechung auf der unteren Ebene (die bis 1857 bei den Ämtern lag) zuerkannt. In der Folge kam es zu einer umfangreichen Neuzuweisung von Ortschaften in diesem Bereich. In der Folge firmierte das Amt nun als gemeinsames großherzoglich-badisches und fürstlich-fürstenbergisches Bezirksamt.
1844 wurde das Bezirksamt Donaueschingen neu errichtet, wesentliche Teile kamen dabei vom Bezirksamt Hüfingen. 1849 verzichtete das Haus Fürstenberg auf die Ausübung der ihm 1824 zuerkannten Rechte. Daraufhin wurde das Bezirksamt Hüfingen aufgehoben, die verbliebenen Gemeinden dem Bezirksamt Donaueschingen zugeteilt.

## Orte und Einwohnerzahlen
Das Bezirksamt Löffingen wurde 1821 aufgeteilt, dabei wurden Unadingen, Neuenburg und Bachheim nach Hüfingen umgegliedert.
Bei der Errichtung des Bezirksamtes Möhringen wurden 1824 Geisingen, Gutmadingen, Unterbaldingen und Wartenberg dorthin abgegeben, dafür kamen vom aufgelösten Bezirksamt Blumberg der Hauptort sowie Mundelfingen, Riedböhringen, Hondingen, Riedöschingen, Randen, Zollhaus und Steppach hinzu.

### 1825

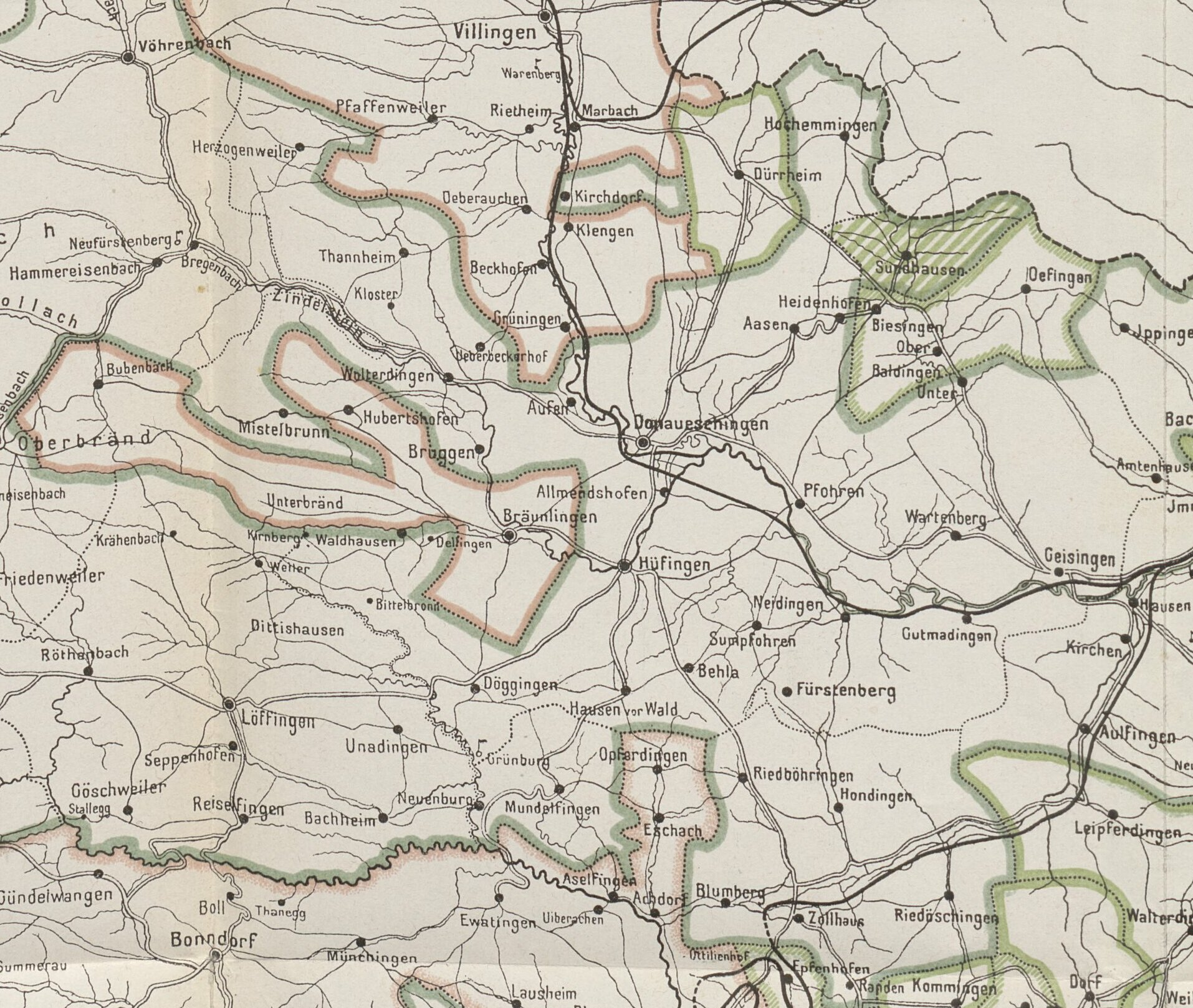
Orte des Bezirksamtes Hüfingen

1825 lag die Einwohnerzahl bei 14.535.

### 1834
1834 wurde von 16.477 Menschen berichtet, die im Gebiet des Bezirksamtes lebten. Sie verteilten sich auf diese 29 Gemeinden:
- Hüfingen: 1466
- Aasen: 617
- Allmendshofen: 464
- Aufen: 232
- Bachheim: 269
- Behla: 300
- Blumberg: 594, davon in
  - Zollhaus: 83
  - Randen: 68
- Bruggen: 236, davon in
  - Waldhausen: 74
  - Mistelbrunn: 60
  - Dellingen: 14
- Döggingen: 701
- Donaueschingen: 3053
- Fürstenberg: 316
- Hausen vor Wald: 243
- Heidenhofen: 116
- Herzogenweiler: 137
- Hochemmingen: 452
- Hondingen: 421
- Kirchdorf: 342
- Mundelfingen: 641
- Neidingen: 757
- Neuenburg: 66
- Pfohren: 856
- Riedböhringen: 812
- Riedöschingen: 774
- Sumpfohren: 206
- Sunthausen (der katholische Teil): 307
- Thannheim: 680
- Unadingen: 641
- Wolterdingen: 678
- Zindelstein: 100

1842 kamen vom Bezirksamt Villingen noch, neben dem evangelischen Anteil an Sunthausen, noch Bräunlingen, Bubenbach, Oberbränd, Unterbränd und Hubertshofen hinzu. Letzteres war bereits 1813 vorgesehen gewesen, stattdessen hatten die fünf Orte zwischen 1820 und 1840 das Stabsamt Bräunlingen gebildet.

## Übergeordnete Behörden
Die, im Rahmen der Verwaltungsgliederung des Landes, übergeordneten Behörden waren zunächst der Donaukreis, ab 1819 der alte und ab 1832 der neue Seekreis.

## Leiter der Verwaltung
Die Leitung der Verwaltung, mit unterschiedlichen Titeln, hatten inne:
- 1813 bis 1831: Franz Baur
- 1831 bis 1842: Eusebius Schwab
- 1843, Januar bis Mai: Johann Speer (als Dienstverweser)
- 1843 bis 1848: Sebastian Frey
- 1849: Ludwig du Jarrys von La Roche

## Weitere Entwicklung
Aus dem Bezirksamt Donaueschingen ging 1939 der Landkreis Donaueschingen hervor. Er wurde Anfang 1973 aufgelöst, dabei kamen Hüfingen und Umgebung zum Schwarzwald-Baar-Kreis. Bei dieser Gelegenheit wechselten auch einige der Gemeinden des ehemaligen Bezirksamtes Hüfingen zum Landkreis Tuttlingen.
Die drei 1821 vom Bezirksamt Löffingen gekommenen Orte nahmen einen anderen Weg. Er führte 1936 zum Bezirksamt Neustadt und 1939 zum Landkreis Neustadt. 1956 in Landkreis Hochschwarzwald umbenannt, wurden sie 1973 dem Landkreis Breisgau-Hochschwarzwald zugeteilt.